# نارسیسو تومه

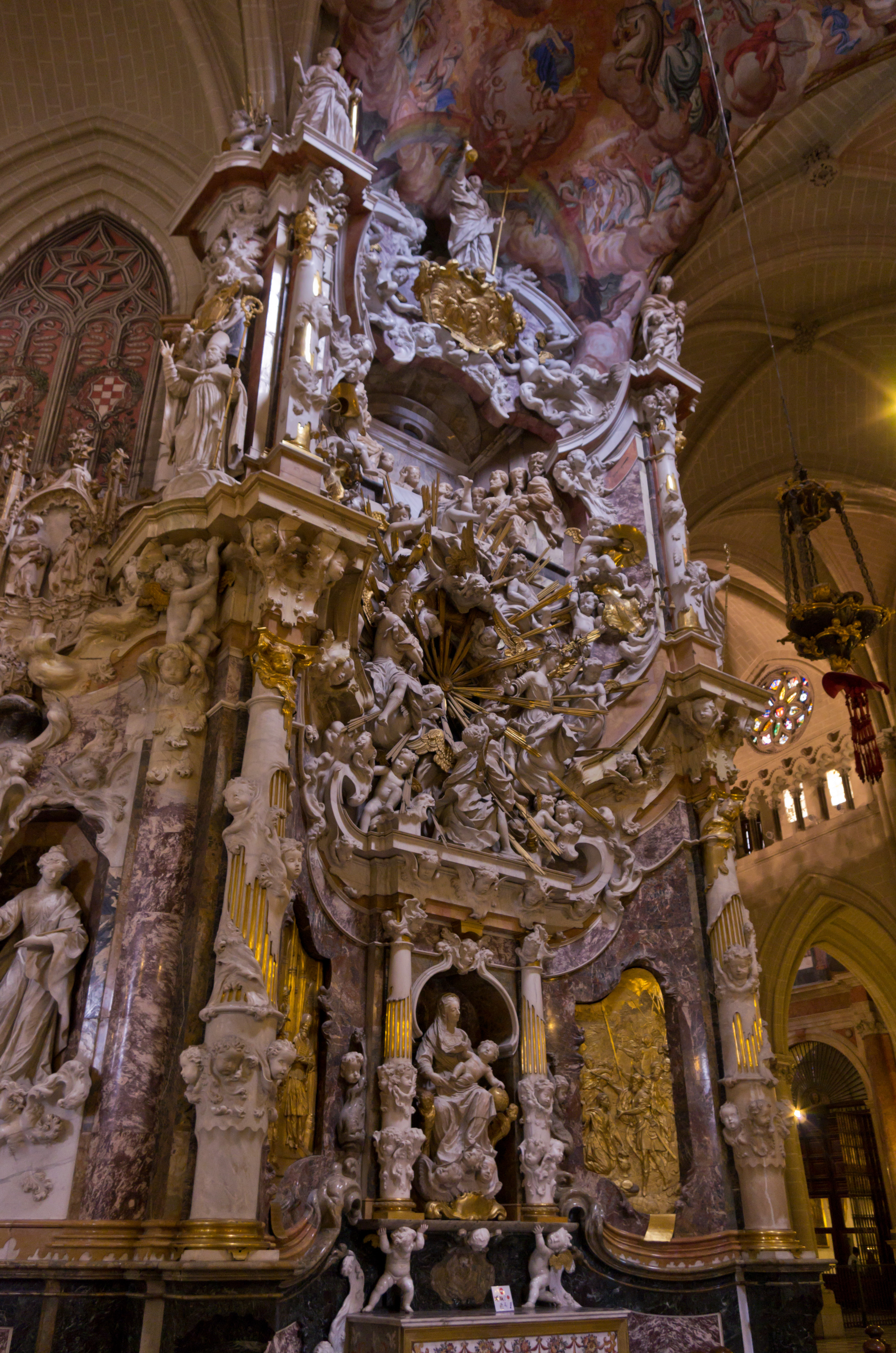
شفاف کلیسای جامع تولدو

 نارسیسو تومه (انگلیسی: Narciso Tomé؛ ۱۶۹۰ – ۱۷۴۲) یک معمار اهل اسپانیا بود.